# ミルスワミー・アナドゥライ
ミルスワミー・アナドゥライ（Mylswamy Annadurai, タミル語: மயில்சாமி அண்ணாதுரை、1958年7月2日 - ）はインド宇宙研究機関（ISRO）所属の科学者。チャンドラヤーン1号およびチャンドラヤーン2号のプロジェクト・ディレクターとして知られる。

## 経歴
1980年Government College of Technology, Coimbatoreで工学学士を取得。1982年にはPSG College of Technologyで修士学位を取得した。1982年にISROに加わる。INSATのミッション・ディレクターとしてINSATシステムの保全に貢献した。2004年から2008年の間、チャンドラヤーン1号のプロジェクト・ディレクターとしてエンジニア・サイエンティストチームを統率した。2010年現在はチャンドラヤーン2号のプロジェクト・ディレクターを務めている。

## 参加したミッション一覧
- 1982: ISROに入局
- 1985: S/W衛星シミュレータ開発チームリーダ
- 1988: 衛星運用マネージャー, IRS-1 A
- 1989: 衛星運用マネージャー, IRS-1 B
- 1992: 衛星運用マネージャー, INSAT-2A
- 1993: 衛星運用マネージャー, INSAT-2B
- 1994: 副プロジェクトディレクター, INSAT-2C
- 1996: ミッションディレクター, INSAT-2C
- 1997: ミッションディレクター, INSAT-2D
- 1999: ミッションディレクター, INSAT-2E
- 2000: ミッションディレクター, INSAT-3B
- 2001: ミッションディレクター, GSAT-1
- 2003: ミッションディレクター, INSAT-3E
- 2003: アソシエイトプロジェクトディレクター, EDUSAT
- 2004: プロジェクトディレクター, チャンドラヤーン1号
- 2008: プロジェクトディレクター, チャンドラヤーン2号